# Função afim

Esquema explicativo de uma função afim.

Exemplo de uma função afim.

Uma função afim, também conhecida como função polinomial de grau 1 ou função polinomial de primeiro grau é uma função do tipo {\displaystyle f(x)=ax+b,} cujo gráfico é uma reta não perpendicular ao eixo {\displaystyle Ox.} Tal função também pode ser entendida como uma transformação linear ({\displaystyle Ax}) seguida por uma translação ({\displaystyle +b}).
{\displaystyle x\mapsto Ax+b}
no caso finito-dimensional cada função afim é dada por uma matriz A e por um vetor B, que possam ser escritos como a matriz A com uma coluna extra do B. Fisicamente, uma função afim é a que preserva: 
1. Colinearidade entre pontos, isto é, três pontos que se encontram em uma linha continuam a ser colineares após a transformação;
2. relações das distâncias ao longo de uma linha, isto é, para os pontos colineares distintos {\displaystyle p_{1},p_{2},p_{3}}, {\displaystyle ||p_{2}-p_{1}||/||p_{3}-p_{2}||}

Uma função afim é composta de um ou de diversos transformadores lineares. Diversas transformações lineares podem ser combinadas em uma única matriz, assim que a fórmula geral dada acima é ainda aplicável.
Em uma dimensão (ou seja, quando x e y são escalares), os termos A e b são chamados, respectivamente, de coeficiente angular e coeficiente linear.

## Definição formal
Uma função {\displaystyle f:\mathbb {R} \rightarrow \mathbb {R} } chama-se função afim quando existe dois números reais {\displaystyle a} e  {\displaystyle b} tal que {\displaystyle f(x)=ax+b} e {\displaystyle a\neq 0,} para todo {\displaystyle x\in \mathbb {R} .} 

### Coeficientes[3]
Para facilitar a análise dessas funções, dizemos que o coeficiente "a" da função  é o coeficiente angular ou declividade da reta. Esse coeficiente determina a tangente do ângulo da inclinação da reta que representa a função, no sentido anti-horário em relação do eixo das abcissas.
O coeficiente "b" determina o deslocamento da reta em relação à origem, por isso ele é conhecido como coeficiente linear da reta.

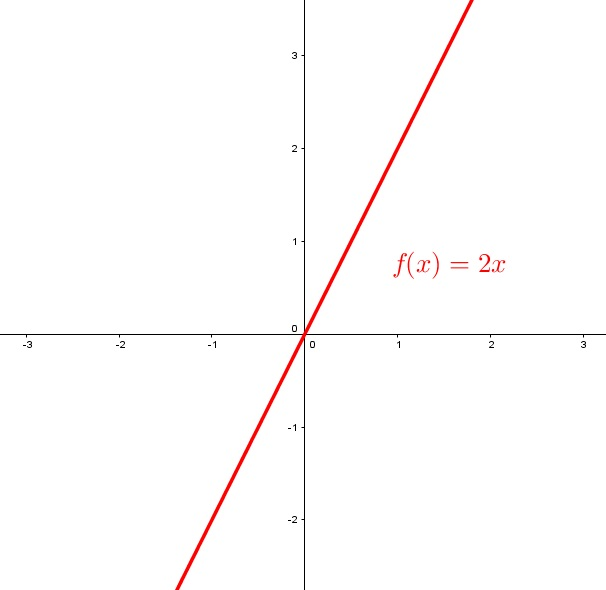
Esboço do gráfico da função f(x)=2x, um exemplo de função linear

## Função linear
Uma função linear é um caso particular da função afim onde {\displaystyle a\neq 0} e {\displaystyle b=0,} sendo, portanto, expressa como:
{\displaystyle f(x)=ax.}
Veja na figura ao lado um exemplo de gráfico de função linear.
Um caso específico da função linear é a função identidade, onde {\displaystyle a=1.} Logo a função identidade é expressa como:
{\displaystyle f(x)=x.}
Observe na figura ao lado um exemplo de gráfico de função identidade.

### Função linear e proporcionalidade

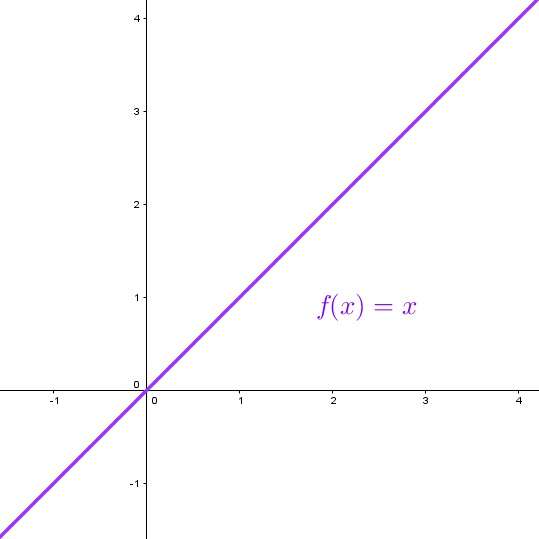
Esboço do gráfico da função f(x)=x, a função identidade

Uma das principais aplicações da função linear é a relação de proporção existente entre os elementos do domínio e da imagem, pois observamos que conforme variam os elementos do domínio, suas respectivas imagens variam na mesma proporção, sendo essa proporção o coeficiente angular da função, nesse caso chamado de taxa de variação.
Assim, seja a função linear {\displaystyle f(x)=ax,} vemos que o conjunto dos pontos que representa a reta dessa função são os pontos do tipo {\displaystyle (x,ax),} onde {\displaystyle a} é a razão entre {\displaystyle y} e {\displaystyle x.} 
Essa relação será diretamente proporcional se a função for crescente e inversamente proporcional se a função for decrescente.

## Crescimento ou decrescimento
Uma função afim pode ser crescente, decrescente, dependendo do valor do coeficiente angular. Uma função pode ainda ser constante, se a=0 e aí ela terá grau 0.

### Crescente
Uma função afim é crescente quando seu coeficiente angular for positivo, ou seja, {\displaystyle a>0.}
Demonstração: 

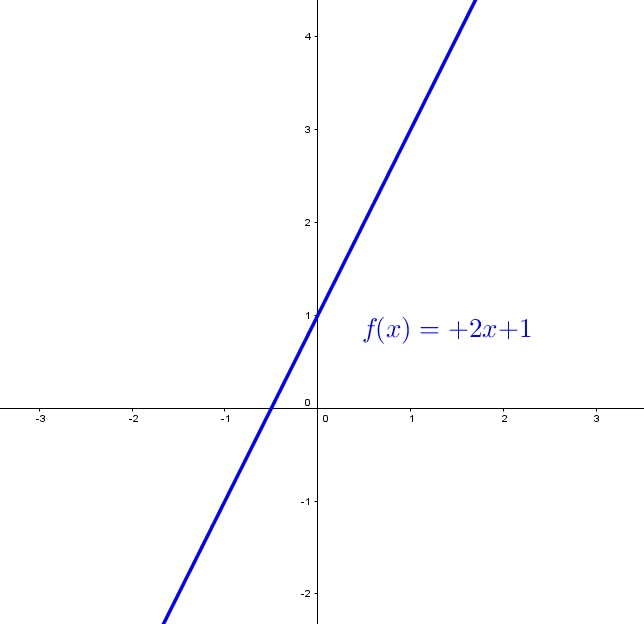
Esboço do gráfico da função f(x)=2x+1, um exemplo de função afim crescente

Por definição, dizemos que uma função {\displaystyle f:A\rightarrow {B}} definida por {\displaystyle y=f(x)} é crescente no conjunto {\displaystyle A_{1}\subset {A}} se, para dois valores quaisquer {\displaystyle x_{1}} e {\displaystyle x_{2}} pertencentes a {\displaystyle A_{1},} com {\displaystyle x_{1}<x_{2},} tivermos {\displaystyle f(x_{1})<f(x_{2}).}
Sintetizando: {\displaystyle f} é crescente quanto:
{\displaystyle (\forall {x_{1}},x_{2})(x_{1}<x_{2}\Rightarrow {f(x_{1})<f(x_{2})})}
Podemos reescrever isso como:
{\displaystyle (\forall {x_{1}}<x_{2})(x_{1}\neq {x_{2}}\Rightarrow {\frac {f(x_{1})-f(x_{2})}{x_{1}-x_{2}}}>0)}
Então, dada a função afim {\displaystyle f(x)=ax+b,} dizemos que {\displaystyle f(x)} é crescente se, e somente se:
{\displaystyle {\frac {(ax_{1}+b)-(ax_{2}+b)}{x_{1}-x_{2}}}>0,\forall {x_{1}}<{x_{2}}}
Assim, podemos reescrever:
{\displaystyle {\frac {a(x_{1}-x_{2})}{x_{1}-x_{2}}}>0\Leftrightarrow {a>0}.}

### Decrescente

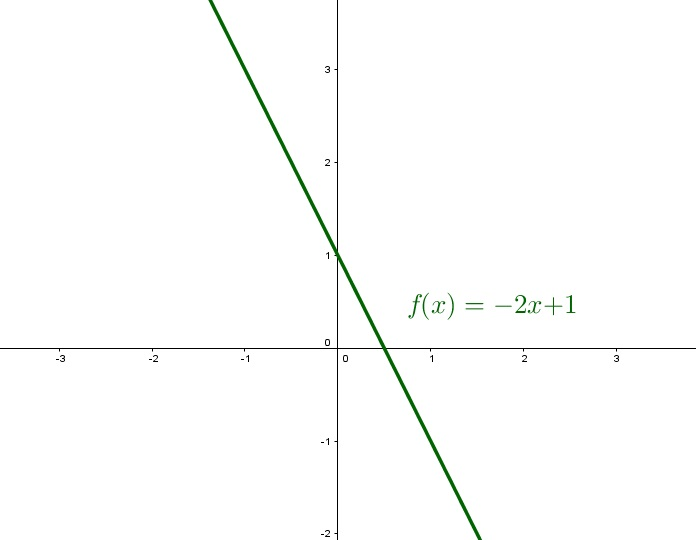
Esboço do gráfico da função afim f(x)=-2x+1, um exemplo de função afim decrescente.

Uma função afim é decrescente quando seu coeficiente angular for negativo,ou seja, {\displaystyle a<0.}
Demonstração:
De forma similar à função crescente, uma função é decrescente se obedecer à seguinte restrição:
{\displaystyle (\forall {x_{1}},x_{2})(x_{1}<x_{2}\Rightarrow {f(x_{1})>f(x_{2})})}
Que é equivalente a dizer:
{\displaystyle (\forall {x_{1}}<x_{2})(x_{1}\neq {x_{2}}\Rightarrow {\frac {f(x_{1})-f(x_{2})}{x_{1}-x_{2}}}<0)}
Então, dada a função afim {\displaystyle f(x)=ax+b,} dizemos que {\displaystyle f(x)} é decrescente quando:
{\displaystyle {\frac {(ax_{1}+b)-(ax_{2}+b)}{x_{1}-x_{2}}}<0,\forall {x_{1}}<{x_{2}}}
Reescrevendo isso, temos:
{\displaystyle {\frac {a(x_{1}-x_{2})}{x_{1}-x_{2}}}<0\Leftrightarrow {a<0}.}

### Constante
Uma função é constante (neste caso dizemos que ela não é afim) quando seu coeficiente angular for nulo, ou seja {\displaystyle a=0.} Nesse caso a equação que define a função é dada por {\displaystyle f(x)=b} e seu gráfico é uma reta paralela ao eixo {\displaystyle Ox}.

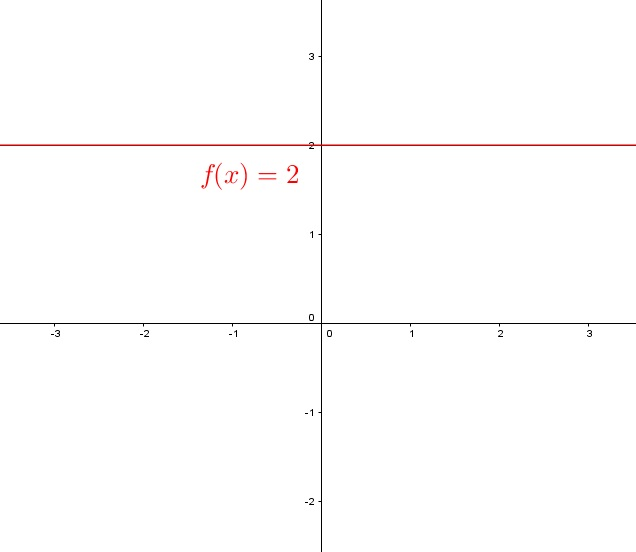
Esboço do gráfico da função f(x)=2, um exemplo de função constante

## Zero
O zero de uma função afim (ou raízes da função) é o valor de {\displaystyle x} para o qual a função é igual a zero. Geometricamente o zero de uma função afim é o ponto de corte no eixo das abcissas.
Para definir este ponto basta resolver a equação {\displaystyle ax+b=0:}
{\displaystyle ax+b=0\Rightarrow {x=-{\frac {b}{a}}}.}

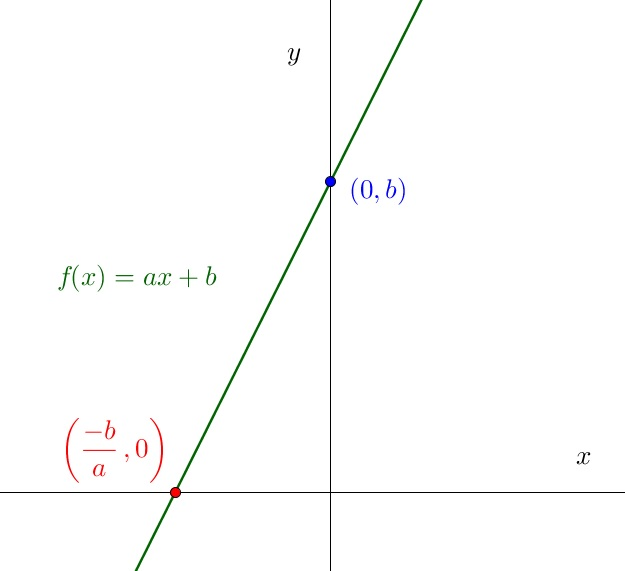
Pontos de corte com os eixos em uma função afim

Logo o ponto de corte no eixo das abcissas é {\displaystyle \left(-{\frac {b}{a}},0\right).}
Toda e qualquer função afim também corta o eixo das ordenadas (eixo {\displaystyle oy}). Para definir este ponto de corte basta calcular {\displaystyle f(0):}
{\displaystyle f(0)=a.0+b=b.}
Logo o ponto de corte no eixo y é {\displaystyle (0,b).}

## Aplicações
As funções afins possuem diversas aplicações, em situações que apresentam crescimento ou decrescimento linear.

### Relação com a progressão aritmética
Uma progressão aritmética é uma sequência numérica em que cada termo, a partir do segundo, é igual à soma do termo anterior com uma constante.
Logo, por ter essa característica, vemos que o crescimento de uma P.A é linear e pode, portanto, ser representado por uma função afim.
Para chegar até a função afim de uma P.A. partiremos da fórmula do termo geral, que é: {\displaystyle a_{n}=a_{1}+(n-1).r.}
Como buscamos conhecer um termo em função da sua posição em uma P.A., podemos reescrever a fórmula como:
{\displaystyle a(n)=a_{1}+(n-1).r}
Temos, aplicando a propriedade distributiva e organizando os termos:
{\displaystyle a(n)=r.n+(a_{1}-r),}
onde:

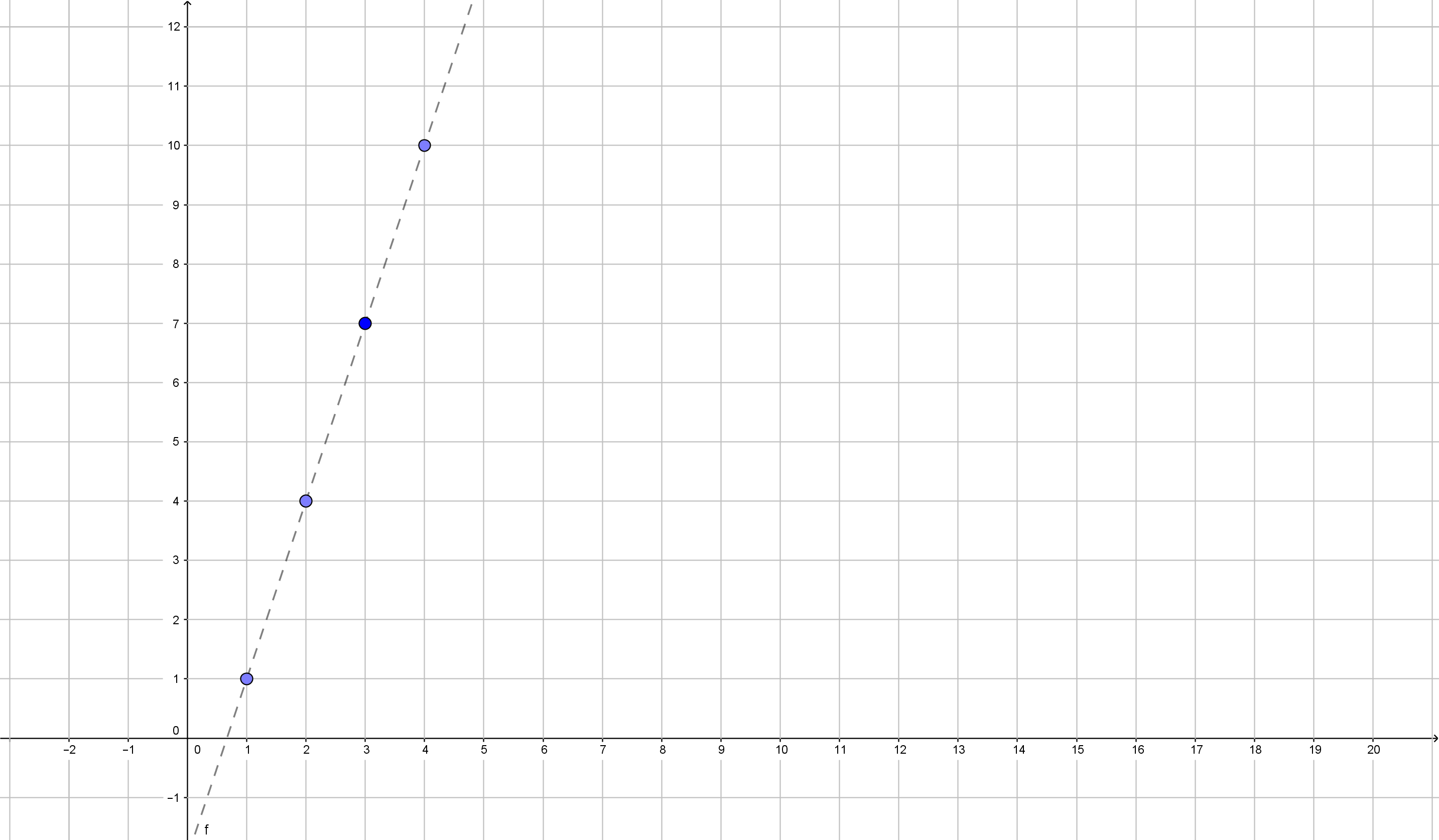
Esboço do gráfico da função

{\displaystyle a(n)} é a variável dependente; {\displaystyle n} é a variável independente; {\displaystyle r} é o coeficiente angular; {\displaystyle (a_{1}-r)} é o coeficiente linear.
O domínio dessa função é o conjunto dos números naturais não nulos e a imagem é o conjunto dos números inteiros.
Exemplo:
Seja a progressão aritmética infinita {\displaystyle (1,4,7,10,13,16,19,...),} vamos verificar se seus termos são definidos pela fórmula {\displaystyle a(n)=r.n+(a_{1}-r).}
Temos que {\displaystyle r=3} e {\displaystyle a_{1}=1.}
Logo, a lei da função {\displaystyle a(n)} é:
{\displaystyle a(n)=3.n+(1-3)\rightarrow {a(n)=3n-2}}
Observe ao lado o gráfico da função {\displaystyle a(n).}   

### Relação com o movimento retilíneo uniforme
Situações que envolvem movimento em linha reta e com velocidade fixa podem ser estudadas utilizando funções afins. Para isso é preciso analisar a posição do objeto que se movimenta em função do tempo.
A física define a velocidade de um objeto como a razão entre a variação da distância pela variação do tempo, como observamos na fórmula abaixo:
{\displaystyle v={\frac {\Delta s}{\Delta t}}={\frac {s_{f}-s_{i}}{t_{f}-t_{i}}}},
onde:
{\displaystyle s_{f}} é a distância final; {\displaystyle s_{i}} é a distância inicial; {\displaystyle t_{f}} a distância final e {\displaystyle s_{i}} a distância inicial.
Podemos simplificar a expressão, pois na maioria dos casos temos como ponto de partida um tempo inicial nulo, {\displaystyle t_{i}=0.}
Logo é possível modificar a expressão utilizando algebrismos para encontrar uma função afim de posição em função do tempo.
{\displaystyle v={\frac {s_{f}-s_{i}}{t_{f}-0}}\longrightarrow {v.{t_{f}}}=s_{f}-s_{i}.}
Podemos reescrever de modo a obter {\displaystyle s_{f}:}
{\displaystyle s_{f}=v.{t_{f}}+s_{i}}
Por fim basta renomear os termos para melhorar a lei da função. Assim dissemos que {\displaystyle s_{f}=s(t),} {\displaystyle t_{f}=t} e {\displaystyle s_{i}=s.}
Logo a lei da função posição é:
{\displaystyle s(t)=v.t+s},
onde:
- {\displaystyle s(t)} é a posição após o tempo {\displaystyle t;}
- {\displaystyle v} é a velocidade e o coeficiente angular da função;
- {\displaystyle t} é o tempo que dura o deslocamento;
- {\displaystyle s} é a posição inicial e também o coeficiente linear da função.